# بطولة تونس لألعاب القوى 1986
بطولة تونس لألعاب القوى 1986 هو الدورة 31 من بطولة تونس لألعاب القوى.

فاز بهذا الموسم الزيتونة الرياضية.

## روابط خارجية
- الموقع الرسمي للجامعة التونسية لألعاب القوى.